# 후쿠이 시즈오
후쿠이 시즈오(福井静夫, 1913년~1993년 11월 4일)는 일본 제국 해군의 기술 장교(최종 계급은 소령)였으며, 함정 연구가로 전공은 조선 분야였다. 그의 셋째 아들 후쿠이 타케오(福井威夫)는 혼다 기술 연구소 사장, 혼다 기연 공업 대표 이사 등을 역임했다.

## 약력
- 1913년 - 요코하마 출생
- 1938년 - 도쿄 제국 대학 공학부 선박 공학과 졸업, 해군 조선 중위
- 1940년 11월 15일 - 해군 조선 대위
- 1941년 4월 - 연합 함대 사령부 부표
- 1941년 8월 - 해군 기술 연구소 소원
- 1942년 2월 - 제101 공작부원
- 1942년 11월 1일 - 해군 기술 대위
- 1943년 4월 - 구레 해군 조선소 조선부
- 1944년 10월 15일 - 해군 기술 소령
- 1945년 5월 - 칸 세이 본부 조선 감독관
- 1945년 9월 - 예비역
- 1948년 - 운수 기술관으로 해상보안청 근무
- 1952년 - 퇴직
- 1993년 11월 4일 - 사망

## 저작
- "후쿠이 시즈오 저작집 (일본 전함 이야기 1) 군함 75년 회상기 제1권"(고진샤 1992년 5월 28일) ISBN 9784769806073
- "후쿠이 시즈오 저작집 (일본 전함 이야기 2) 군함 75년 회상기 제2권"(고진샤 1992년 8월 21일) ISBN 9784769806080
- "후쿠이 시즈오 저작집 (세계 항공 모함 이야기) 군함 75년 회상기 제3권"(고진샤 1993년 3월 31일) ISBN 9784769806097
- "후쿠이 시즈오 저작집 (일본 순양함 이야기) 군함 75년 회상기 제4권"(고진샤 1992년 10월 27일) ISBN 9784769806103
- "후쿠이 시즈오 저작집 (일본 구축함 이야기) 군함 75년 회상기 제5 권 '(고진샤 1992년 1월 27일) ISBN 9784769806110
- "후쿠이 시즈오 저작집 (세계 전함 이야기) 군함 75년 회상기 제6권"(고진샤 1993년 8월 11일) ISBN 9784769806547
- "후쿠이 시즈오 저작집 (일본 항공 모함 이야기) 군함 75년 회상기 제7권"(고진샤 1996년 8월 30일) ISBN 9784769806554
- "후쿠이 시즈오 저작집 (세계 순양함 이야기) 군함 75년 회상기 제8권"(고진샤 1994년 6월 9일) ISBN 9784769806561
- "후쿠이 시즈오 저작집 (일본 잠수함 이야기) 군함 75년 회상기 제9 권」(고진샤 1994년 12월 21일) ISBN 9784769806578
- "후쿠이 시즈오 저작집 (일본 보조 함정 이야기) 군함 75년 회상기 제10권"(고진샤 1993년 12월 19일) ISBN 9784769806585
- "후쿠이 시즈오 저작집 (일본 특설 함선 이야기) 군함 75년 회상기 제11권"(고진샤 2001년 4월 20일) ISBN 9784769809982
- "후쿠이 시즈오 저작집 (일본 군함 건조사) 군함 75년 회상기 제12권"(고진샤 2003년 11월 30일) ISBN 9784769811596